# Accord de libre-échange entre l'Ukraine et la Géorgie
L'accord de libre-échange entre l'Ukraine et la Géorgie  est un accord de libre échange signé le 9 janvier 1995 et entré en force le 4 juin 1996. Il a été amendé le 17 juin 2009. L'accord est modifié en 2019 à propos des règles d'origine.